# Nenad Lukić
Nenad Lukić (* 1973) ist ein ehemaliger deutsch-serbischer Basketballspieler.

## Werdegang
Der Flügelspieler wechselte 1994 von Sportvg Feuerbach zur BG Ludwigsburg in die Basketball-Bundesliga. Er blieb bis 1996 bei der BG. Später spielte er beim VfL Kirchheim in der Regionalliga und in der 2. Basketball-Bundesliga, zuletzt im Spieljahr 2006/07.
Als Trainer war Lukić für die männliche U18 der von den Vereinen SV Möhringen, ESV Rot-Weiß Stuttgart, Sportvg Feuerbach und TV 89 Zuffenhausen gebildeten Spielgemeinschaft Stuttgart sowie die Herrenmannschaft des SV Fellbach tätig. 2015 wurde er Trainer und 2017 Sportlicher Leiter des TV 89 Zuffenhausen.